# 정치자금 수입·지출에 관한 허위기재 사건
정치자금 수입, 지출에 관한 허위기재 사건은 대한민국의 헌법재판소 판례이다.

## 사실관계
청구인 갑은 한나라당 회계책임자로서 불법 정치자금을 한나라당 회계자료에 등재하지 않음으로써 허위의 기재를 하고, 정치자금의 지출에 관한 명세서 및 영수증을 보존하지 아니한 혐의로 공소제기되었다. 이에 갑은 재판 중 구 정치자금에관한법률 제31조 제1호가 정당 회계장부에 허위의 기재를 하거나 허위의 회계보고를 한 자를 처벌하고, 같은 조 제6호가 정치자금의 지출에 관한 명세서 등을 보존하지 아니한 자를 처벌하는 것은 헌법 제12조 제2항 후단의 '진술거부권'이 보장하고 있는 '자기부죄금지 원칙'에 위배된다고 주장하면서 위헌법률심판 제청신청을 하였으나 법원이 이를 기각하자 이 사건 헌법소원심판을 청구하였다.

## 결론
합헌이다.

## 이유
정당의 회계책임자로 하여금 적법, 불법을 불문하고 모든 정치자금의 수입, 지출에 관한 기록을 작성할 의무와 이를 행정관청에 신고하고 일정기간 보존할 의무를 부과하며 이를 위반할 경우 형사처벌하고 있다. 그 형사처벌의 대상이 되는 사실까지 기록하고 다시 행정관청에 이를 보고하고 일정기간 보존하도록 강제하는 것이 헌법 제12조 제2항이 규정하고 있는 '형사상 자기에게 불리한 진술을 강요당하지 않을 권리' 즉 진술거부권을 침해하는지 여부가 문제된다.

### 진술강요에 해당하는지 여부
헌법상 진술거부권의 보호대상이 되는 '진술'이라 함은 언어적 표출, 즉 개인의 생각이나 지식, 경험사실을 정신작용의 일환인 언어를 통하여 표출하는 것을 의미하는 바, 정치자금을 받고 지출하는 행위는 당사자가 직접 경험한 사실로서 이를 문자로 기재하도록 하는 것은 당사자가 자신의 경험을 말로 표출한 것의 등가물로 평가할 수 있으므로, 위 조항들이 정하고 있는 기재행위 역시 "진술"의 범위에 포함된다고 할 것이다.

### 비례원칙의 위배여부
정치자금에 관한 사무를 처리하는 선거관리위원회가 모든 정당, 후원회, 국회의원 등의 모든 정치자금에 관한 사무를 처리하는 것은 거의 불가능에 가까우므로 만일 불법 정치자금의 수수 내역을 기재하고 이를 신고하는 조항이 없다면 '정치자금의 투명성 확보'라는 정치자금법 본연의 목적을 달성할 수 없게 된다.

## 같이 보기
- 진술거부권

## 참고 문헌
- 2005.12.22. 2004헌바25 [합헌]